# Plovan
Plovan település Franciaországban, Finistère megyében. Lakosainak száma 682 fő (2022. január 1.). Plovan Peumerit, Plogastel-Saint-Germain, Pouldreuzic és Tréogat községekkel határos.

## Népesség
A település népességének változása:
| Lakosok száma | 893  | 720  | 648  | 667  | 669  | 676  | 682  | 681  | 683  | 682  |
|               | 1968 | 1982 | 1990 | 2006 | 2013 | 2015 | 2017 | 2019 | 2020 | 2022 |